# Угринівська сільська рада (Тисменицький район)
Угри́нівська сільська́ ра́да — адміністративно-територіальна одиниця та орган місцевого самоврядування в Тисменицькому районі Івано-Франківської області. Адміністративний центр — село Угринів.

## Загальні відомості
- Територія ради: 9,55 км²
- Населення ради: 3 227 осіб (станом на 2001 рік)

## Населені пункти
Сільській раді підпорядковані населені пункти:
- с. Угринів
- с. Клузів

## Склад ради
Рада складається з 22 депутатів та голови.
- Голова ради: Вівчаренко Мирослав Васильович
- Секретар ради: Токар Марія Михайлівна

### Керівний склад попередніх скликань
| Прізвище, ім'я, по батькові    | Основні відомості                                            | Дата обрання | Дата звільнення |
| ------------------------------ | ------------------------------------------------------------ | ------------ | --------------- |
| Терешкун Роман Ярославович     | Сільський голова, 1957 року народження, освіта, безпартійний | 26.03.2006   | 31.10.2010      |
| Вівчаренко Мирослав Васильович | Сільський голова, 1959 року народження, освіта, безпартійний | 03.11.2010   |                 |

Примітка: таблиця складена за даними сайту Верховної Ради України

### Депутати
За результатами місцевих виборів 29 квітня 2018 року депутатами ради стали:
Вівчаренко Роман Лазарович
Гранджола Володимир Іванович
Артим Оксана Несторівна
Яцура Світлана Орестівна
Юхимук Петро Миколайович
Береговський Сергій Петрович
Чечіль Олег Романович
Вацеба Андрій Остапович
Слободян Корнелій Лазарович
Вислобоцька Галина Михайлівна
Слободян Володимир Романович
Павлюк Віталій Васильович
Токар Марія Михайлівна
Ходоровський Володимир Федорович
Лесик Віталій Михайлович
Досюк Богдан МИколайович
Дебенко Вікторія Ігорівна
Терешкун Богдан Святославович
Прокопенко Микола Михайлович
Гречаник Марія Дмитрівна
Іванів Роман Івановович
Назарук Роксолана Ігорівна

#### За суб'єктами висування
| Суб'єкт висування                                       | Кількість обраних депутатів |  |
| ------------------------------------------------------- | --------------------------- |  |
| Самовисування                                           | 0                           |  |
| Аграрна партія України                                  | 3                           |  |
| Політична партія Блок Петра Порошенка «Солідарність»    | 5                           |  |
| Політична партія Всеукраїнське об'єднання «Батьківщина» | 5                           |  |
| Політична партія Народний фронт                         | 2                           |  |
| Політична партія Українське об’єднання патріотів-Укроп» | 3                           |  |
| Політична партія ВО «Свобода»                           | 2                           |  |
| Політична партія Падикальної партія Олега Ляшка         | 1                           |  |